# Lev Atamànov
Lev Atamanov (rus: Лев Атаманов), nascut Levon Konstantinovich Atamanyan (rus: Левон Константинович Атаманян, armeni: Լեւոն Կոնստանտինի Ատամանյան; Moscou, 5 de febrer de 1905 - 12 de febrer de 1981), va ser un director d'animació soviètic armeni.
Atamanov va ser un dels principals directors de cinema de l'animació soviètica i un dels fundadors de l'art d'animació soviètic. És el director de clàssics famosos de l'animació soviètica, com els contes de fades premiats La cigonya groga (Jioltii aist) (1950), Alenkii tsvetotxek (1952), L'antílop daurat (1954), el llargmetratge d'animació Snejnaia koroleva (1957), i el conte satíric modern Kliutx (1961). A les seves obres, Lev Atamànov va transmetre subtilment el color nacional dels contes de fades i va combinar l'alegria romàntica en imatges de personatges positius amb un humor càlid i amable.
Atamanov va ser un dels animadors soviètics més respectats i és considerat com un dels artistes més grans de la història de l'animació.
En una entrevista del 2021, Hayao Miyazaki va citar la pel·lícula de 1957 d'Atamanov Snejnaia koroleva com una influència fonamental en el seu treball i és la seva pel·lícula preferida.

## Filmografia
- 1931: Crossroads
- 1938: Շունն ու կատուն, Shunn u katun)
- 1941: Տերտերն ու այծը, Tertern u aytz)
- 1948: Կախարդական գորգ, Kakhardakan gorg)
- 1952: Alenkii tsvetotxek (Аленький цветочек)
- 1953: Nerazlutxnie drúzia
- 1954: Zolotaia Antilopa)
- 1955: Пёс и кот, Pios i kot)
- 1957: Snejnaia koroleva (Снежная королева)
- 1961: Kliutx (Ключ)
- 1965: Pastuixka i trubotxist
- 1970: Eto v naixikh silakh

## Distincions
- Menció especial - curtmetratge al 8è Festival Internacional de Cinema de Canes (1955)
- Artista del Poble de la RSFS de Rússia (1978)